# Biserica de lemn din Crasna-Ungureni

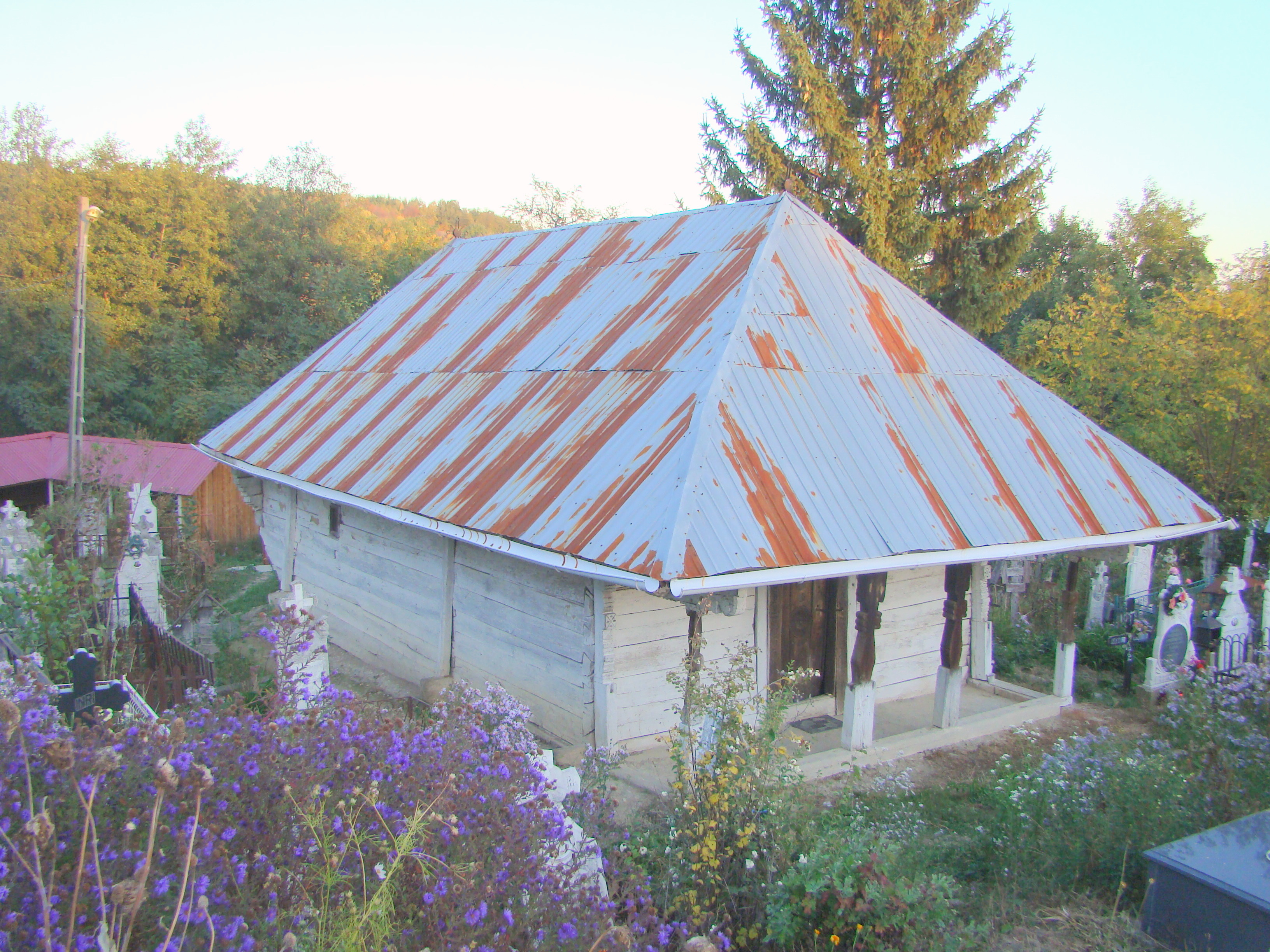
Biserica de lemn „Intrarea în Biserică a Maicii Domnului” din Crasna-Ungureni (vechea denumire a satului Crasna), comuna Crasna, județul Gorj, foto: octombrie 2018.

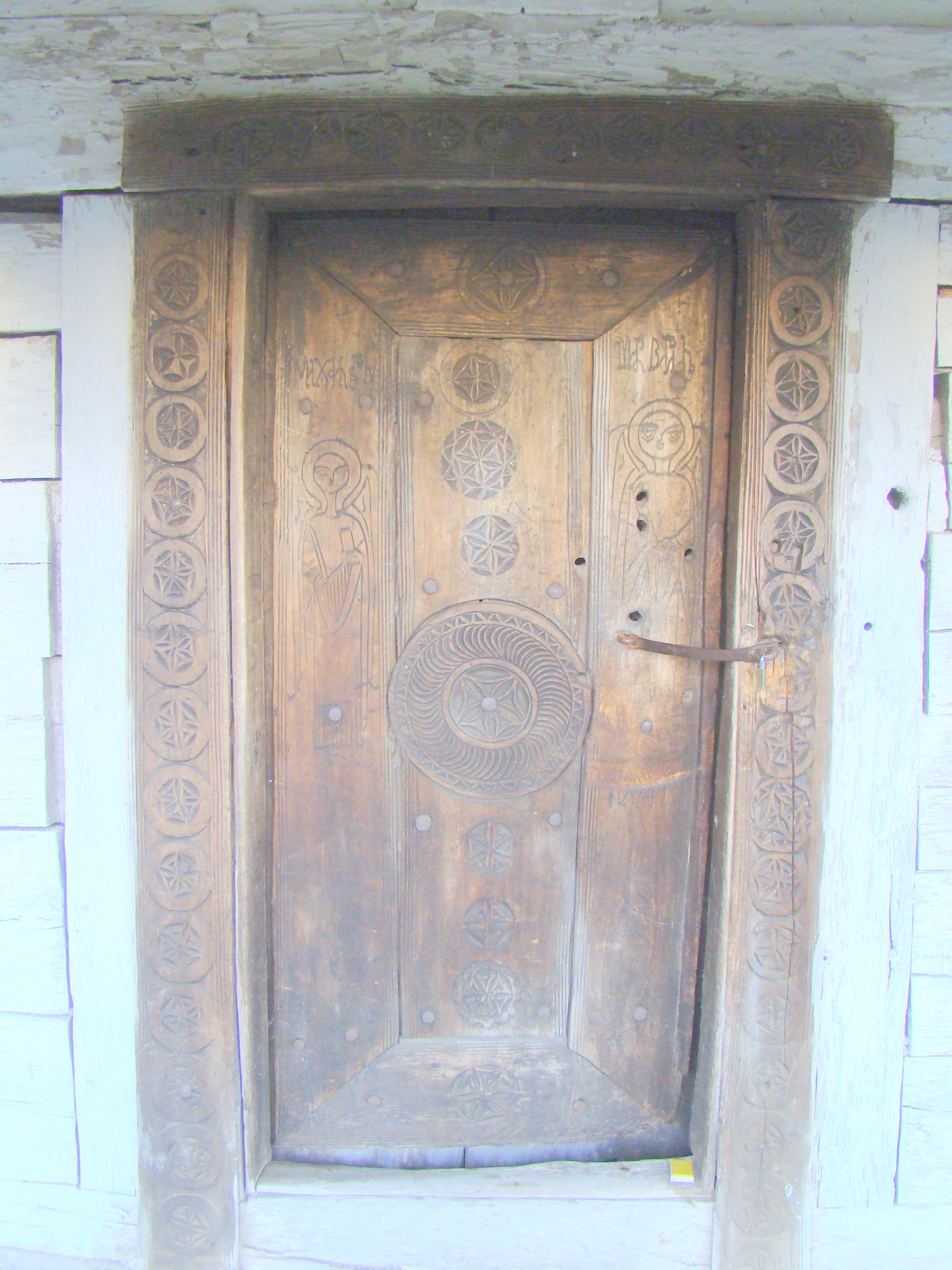
Cadrul intrării ornamentat cu rozete

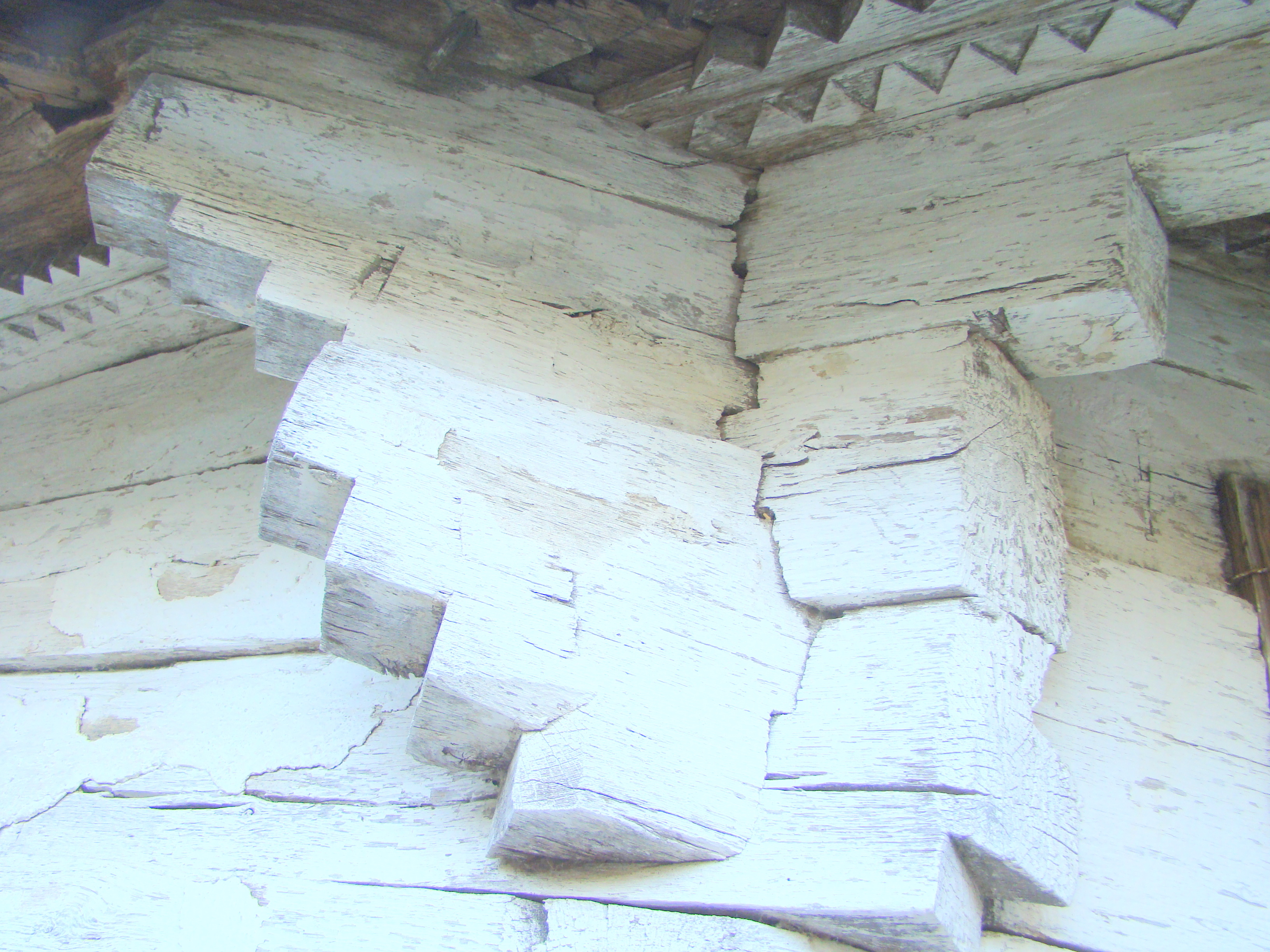
Consolele în trepte

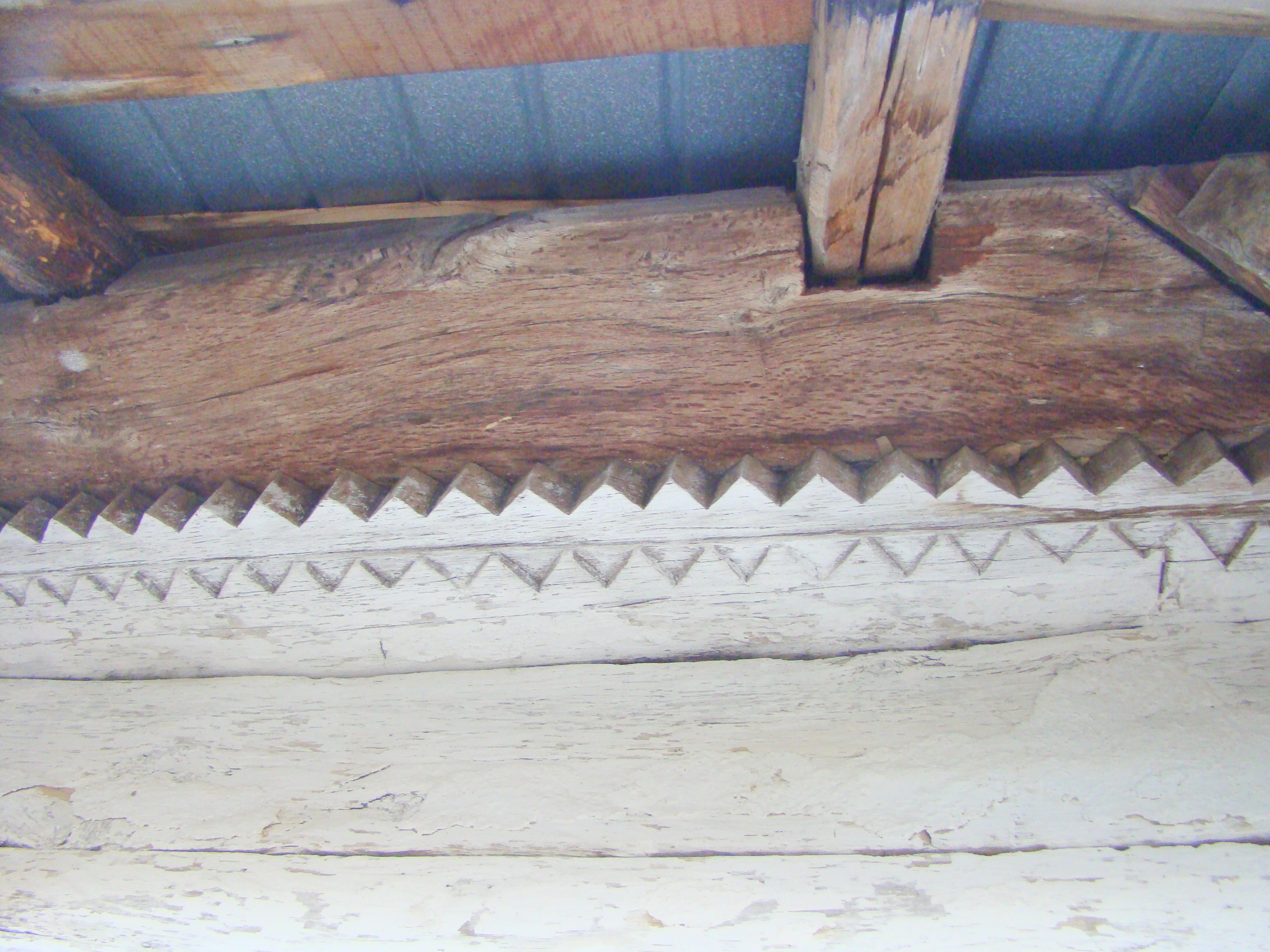
Cosoroaba zimţată

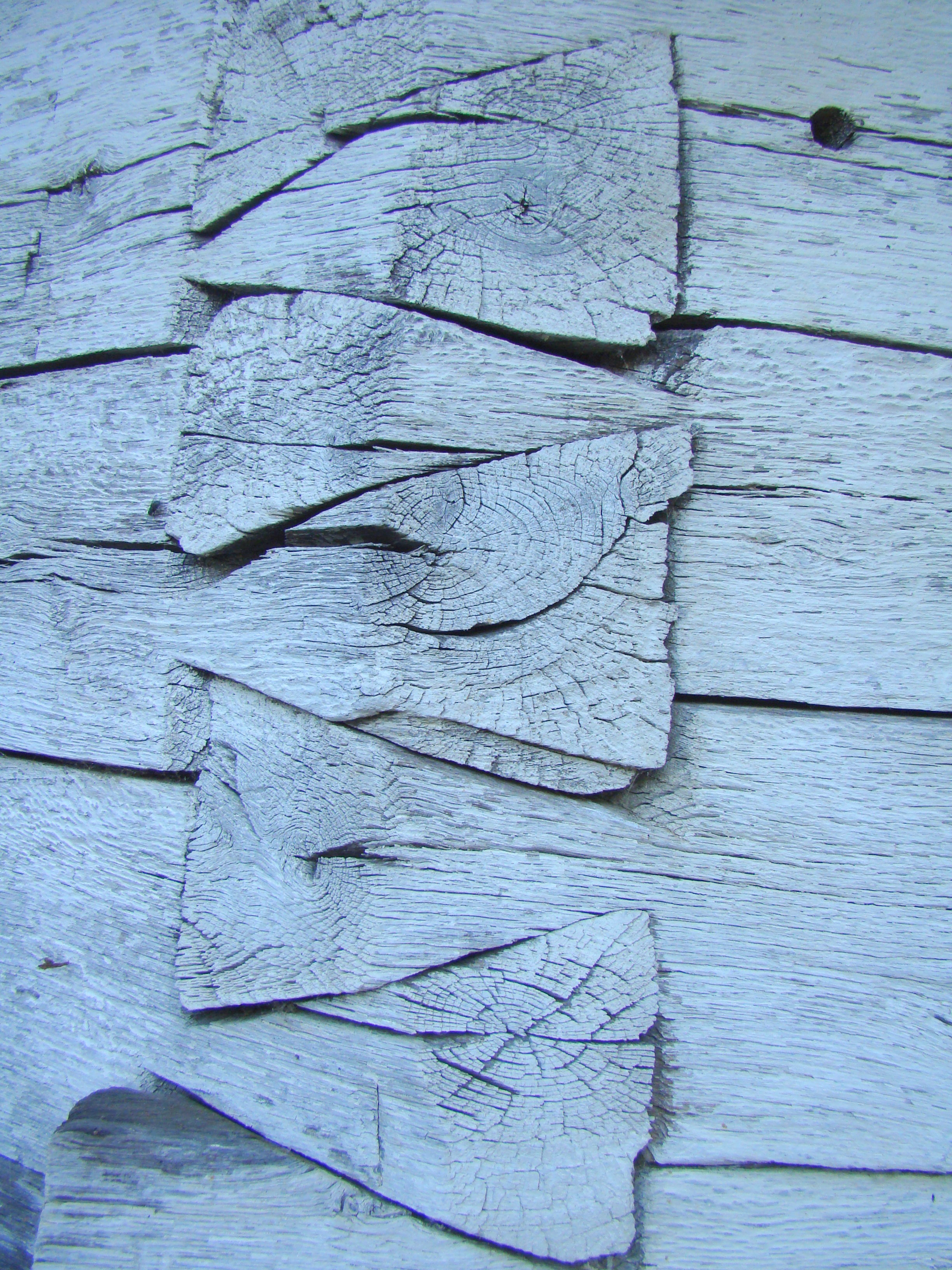
Îmbinări

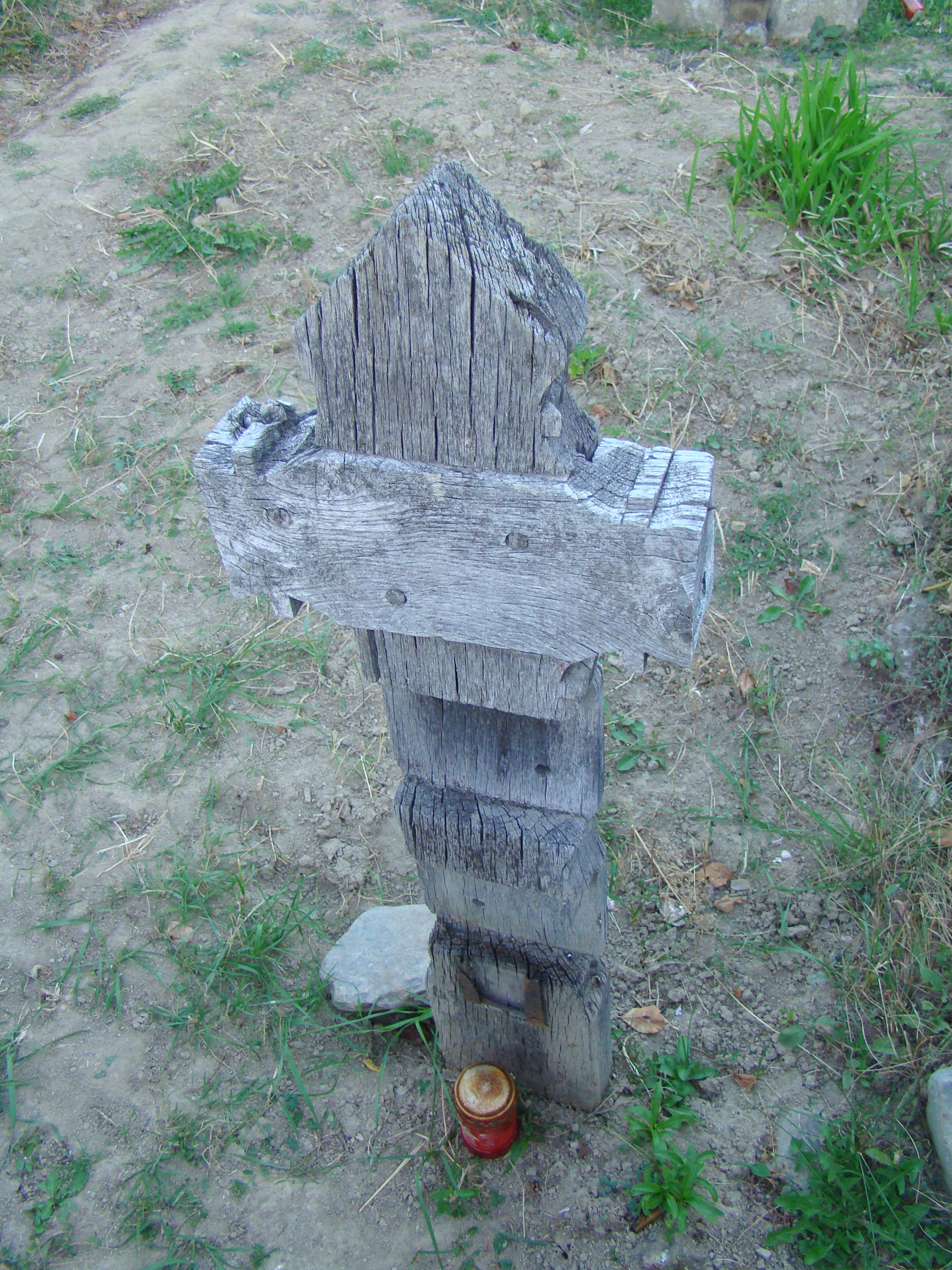
Cruce de lemn

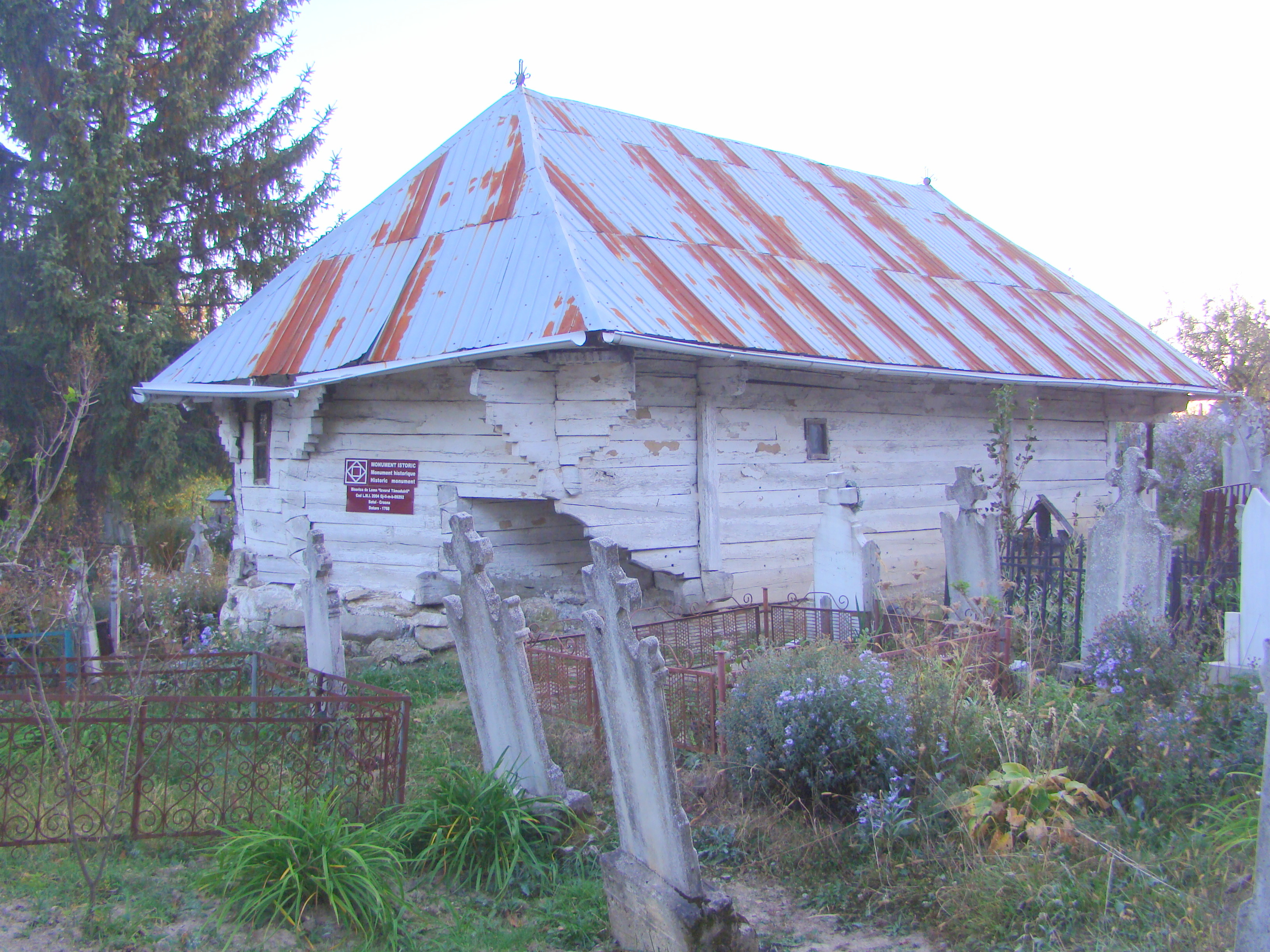
Biserica (nord-est)

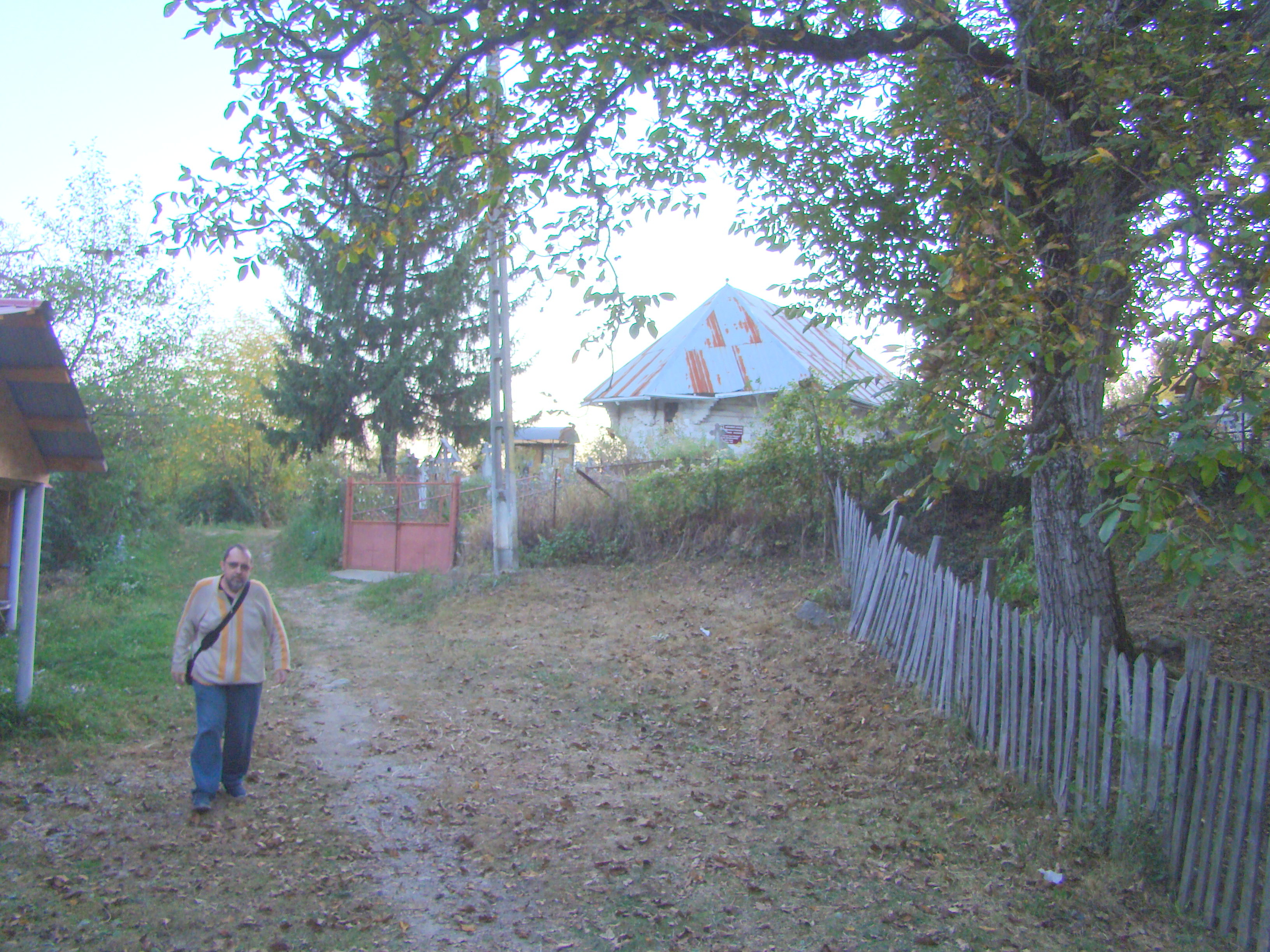
Biserica din depărtare

Biserica de lemn din Crasna-Ungureni (vechea denumire a satului Crasna), comuna Crasna, județul Gorj, a fost construită în 1768. Are hramul „Intrarea în Biserică a Maicii Domnului” (conform autoarei Ioana Cristache-Panait), „Izvorul Tămăduirii” (în Lista monumentelor istorice din județul Gorj). Biserica se află pe noua listă a monumentelor istorice sub codul LMI:  GJ-II-m-B-09292.

## Istoric și trăsături
Biserica de lemn „Intrarea în biserică a Maicii Domnului” din cimitirul Ungureni-Oprișești (după numele cătunelor între care este situat), se află în imediata vecinătate a Schitului Crasna, dincolo de valea pârâului Sunătoarea, la poalele muntelui Muncel.
Conform sistemului constructiv, biserica aparține primei jumătăți a secolului al XVIII-lea; inscripția de datare s-a pierdut, posibil în timpul reparațiilor de la 1828.
În naos se află piatra de mormânt, cu chenar în opturi, a unui postelnic, care este cel ce a dăruit locul de cimitir.
Pereții bisericii au temelia nordică și vestică așezată direct pe pământ, iar în rest, pe rânduri de piatră. Ei înscriu un plan dreptunghiular, altarul fiind retras doar în registrul de jos al laturilor de nord și de sud, nedecroșat în cel superior. Remarcabil este modul prin care se îmbină în console, crestate în unghi drept, capetele alungite ale bârnelor navei cu cele sud-estice și nord-estice ale altarului.
Acoperirea interioară include o boltă semicilindrică peste navă și un rest de boltă în leagăn și trei fâșii curbe peste altar.
Bârnele de sus ale pereților despărțitori au, la exterior, capetele sub formă de console ce sugerează profilul „cap de cal”.
Remarcabil este și ancadramentul intrării: peste montanți sunt pervaze decorate cu o suită de rozete. Ușa are dublura feței împodobită cu rozete și cu chipurile, incizate, ale arhanghelilor Mihail și Gavriil.
La interior tâmpla e formată din Crucea Răstignirii și moleniile, separate de icoanele, mobile, cu apostolii, printr-un tor sculptat în „frânghie”, care se repetă și deasupra registrului cu praznice.
Ușile împărătești sunt deteriorate,  pe ele nu se mai pot distinge decât fragmente de motive decorative.
Icoanele din registrul actual al tâmplei sunt de dată mai recentă, dintre cele vechi s-a păstrat în biserică și icoana de hram „Aducerea în biserică”; ele pot fi datate de la începutul secolului al XIX-lea și pot fi atribuite zugravului Constandin, foarte activ în zonă, primele icoane realizate de acesta, care s-au păstrat, fiind la Novaci, una din 1796, cealaltă din 1799.

## Imagini din exterior

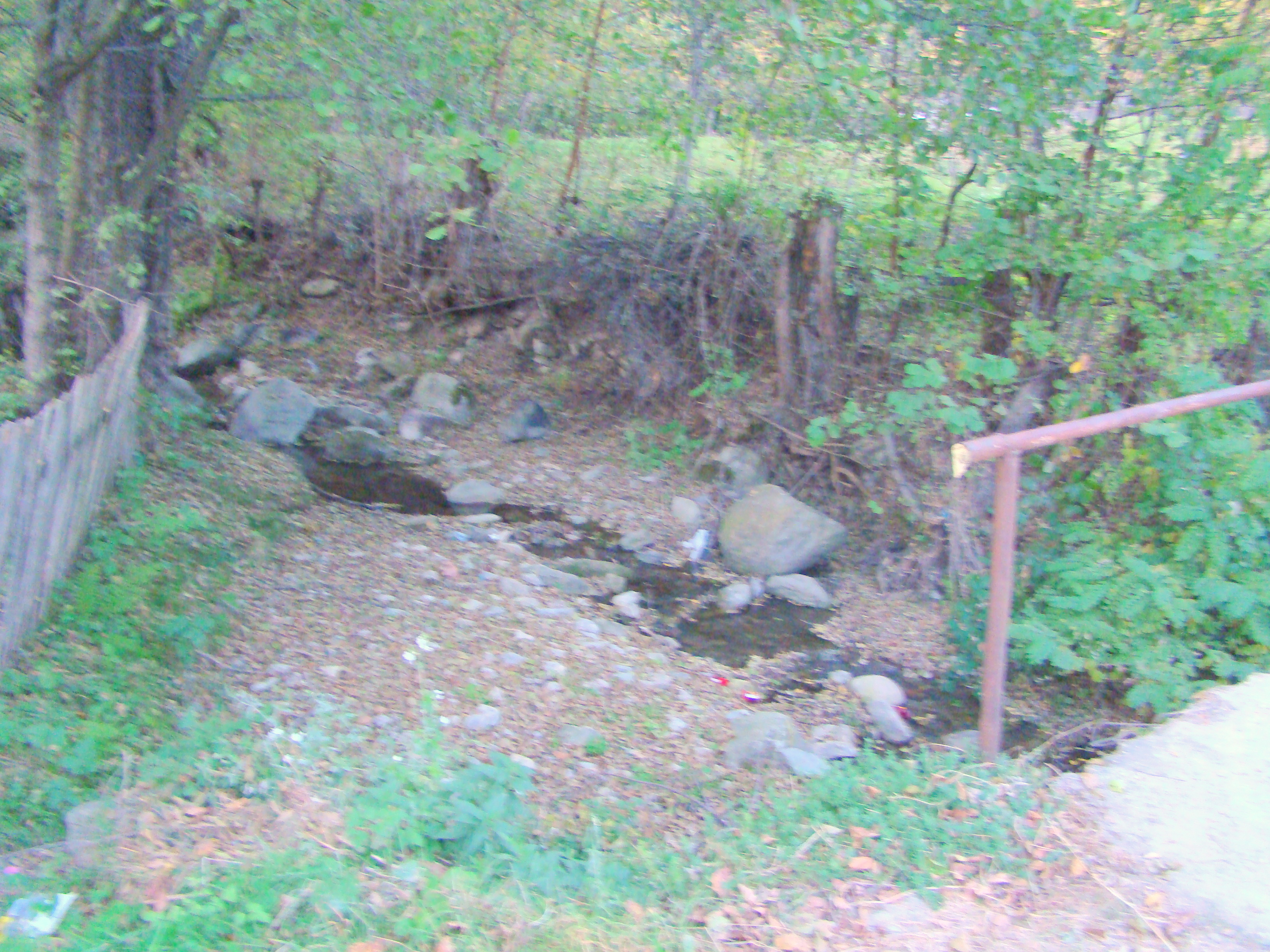
Pârâul Sunătoarea
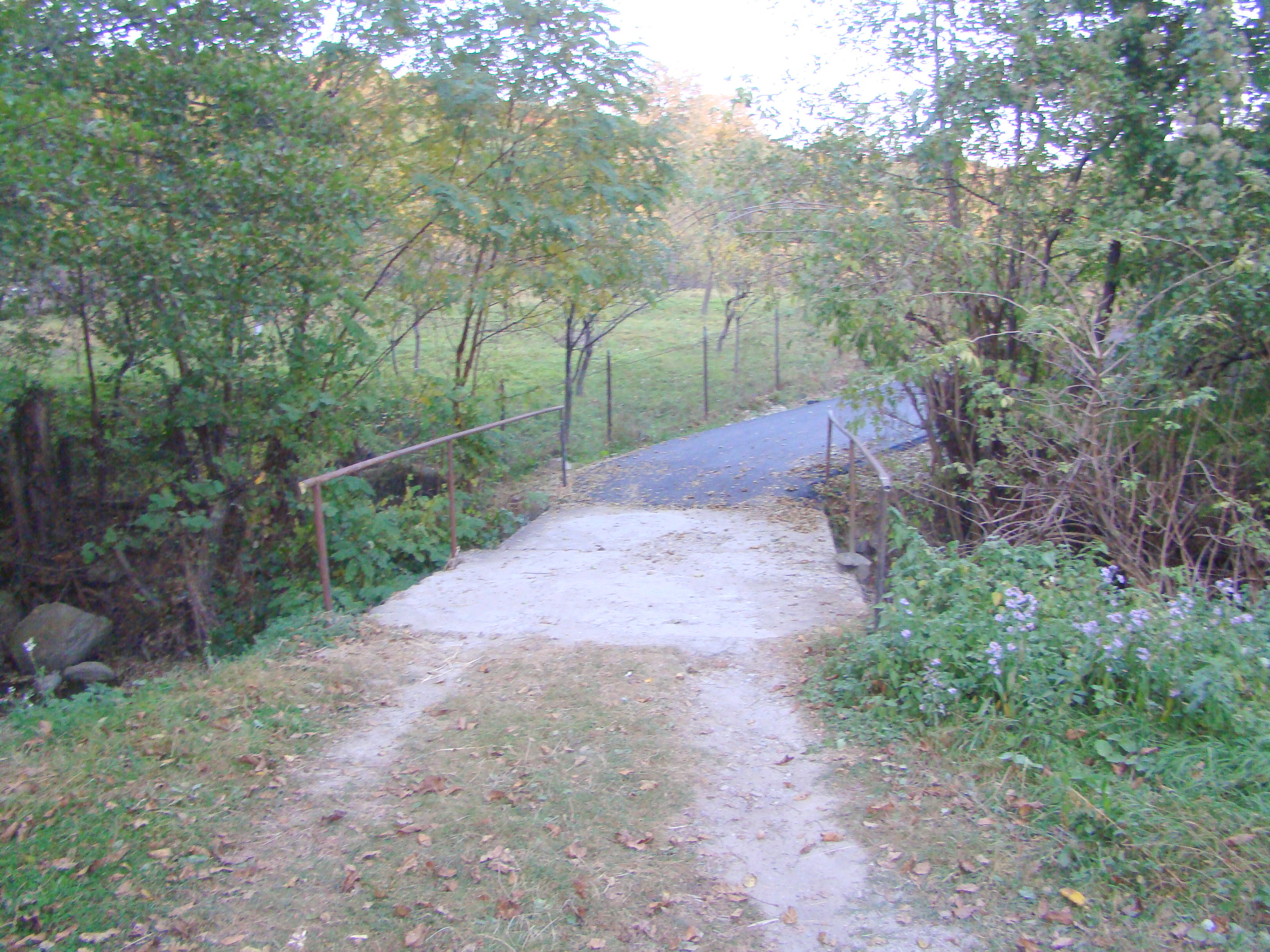
Drumul spre biserică
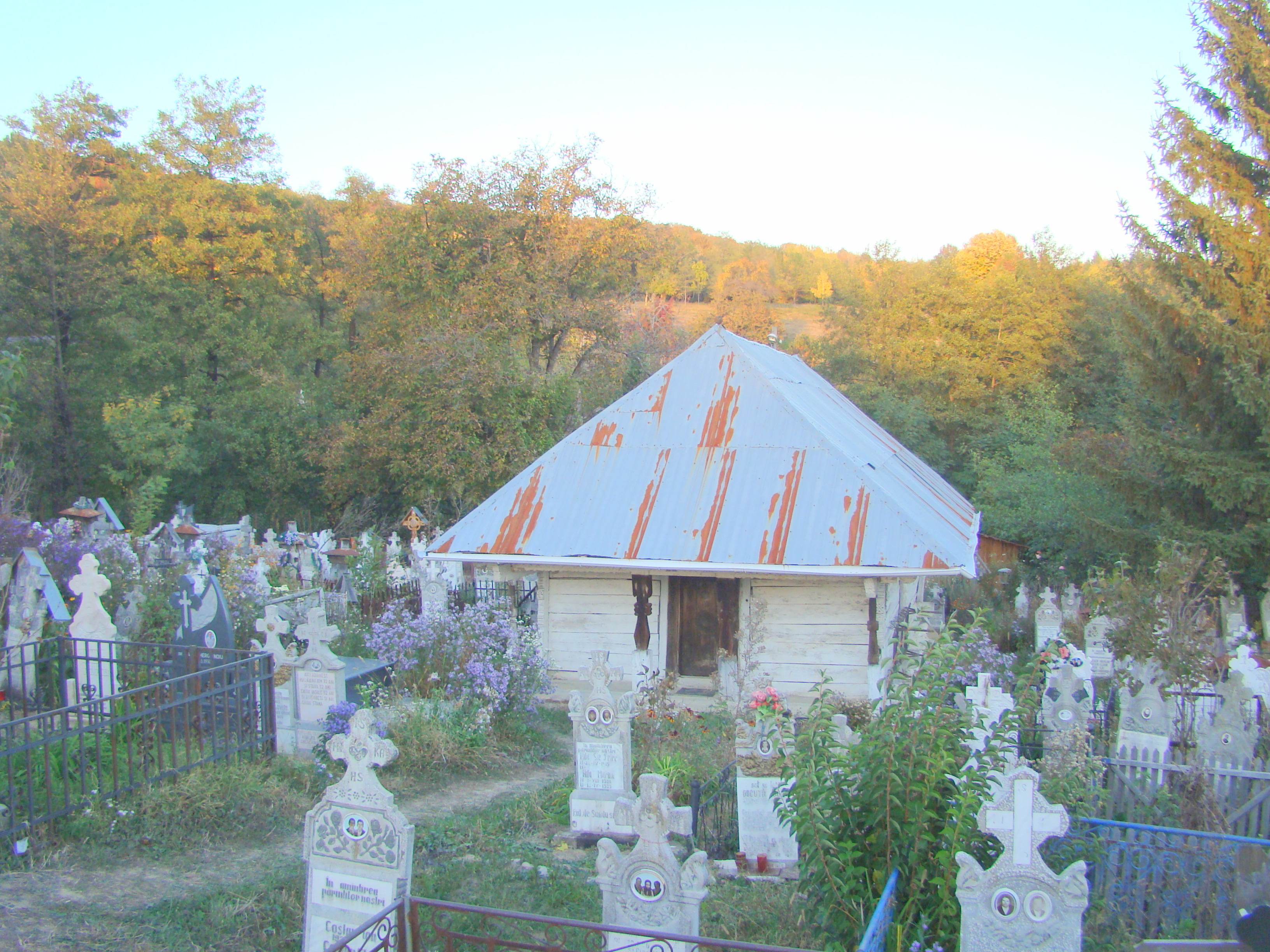
Biserica şi cimitirul
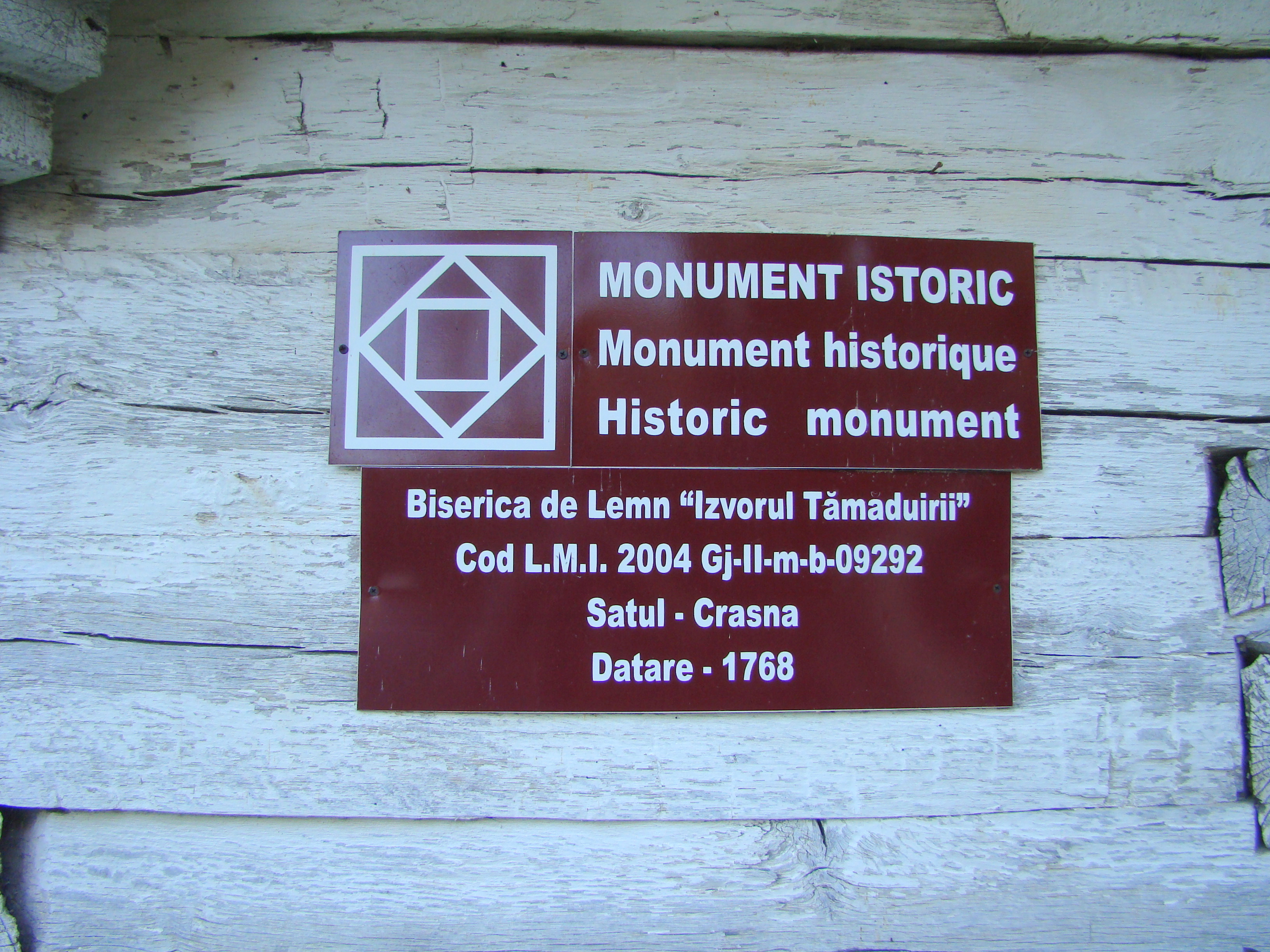
Tablă de monument
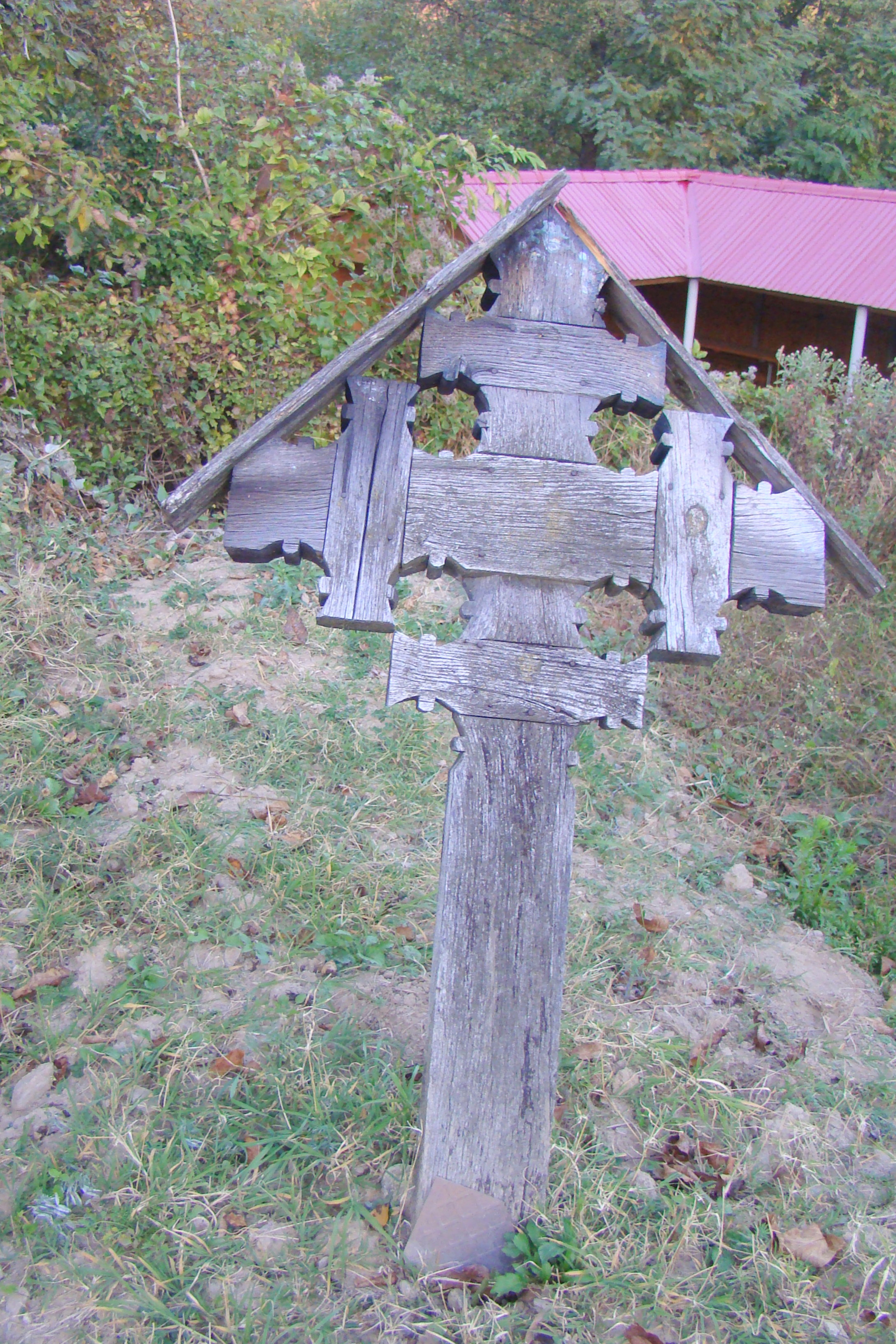
Cruce de lemn
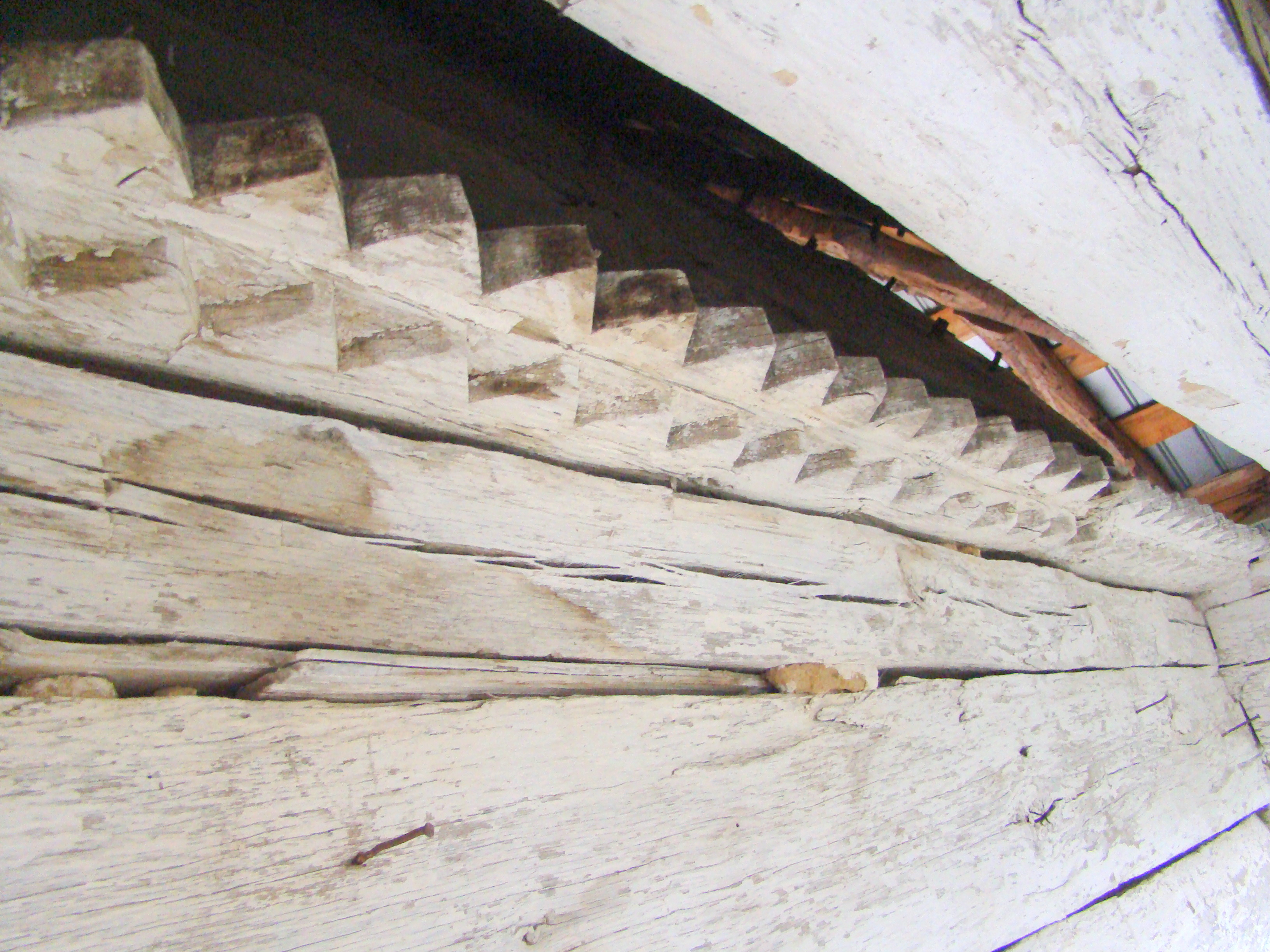
Cosoroaba zimțată
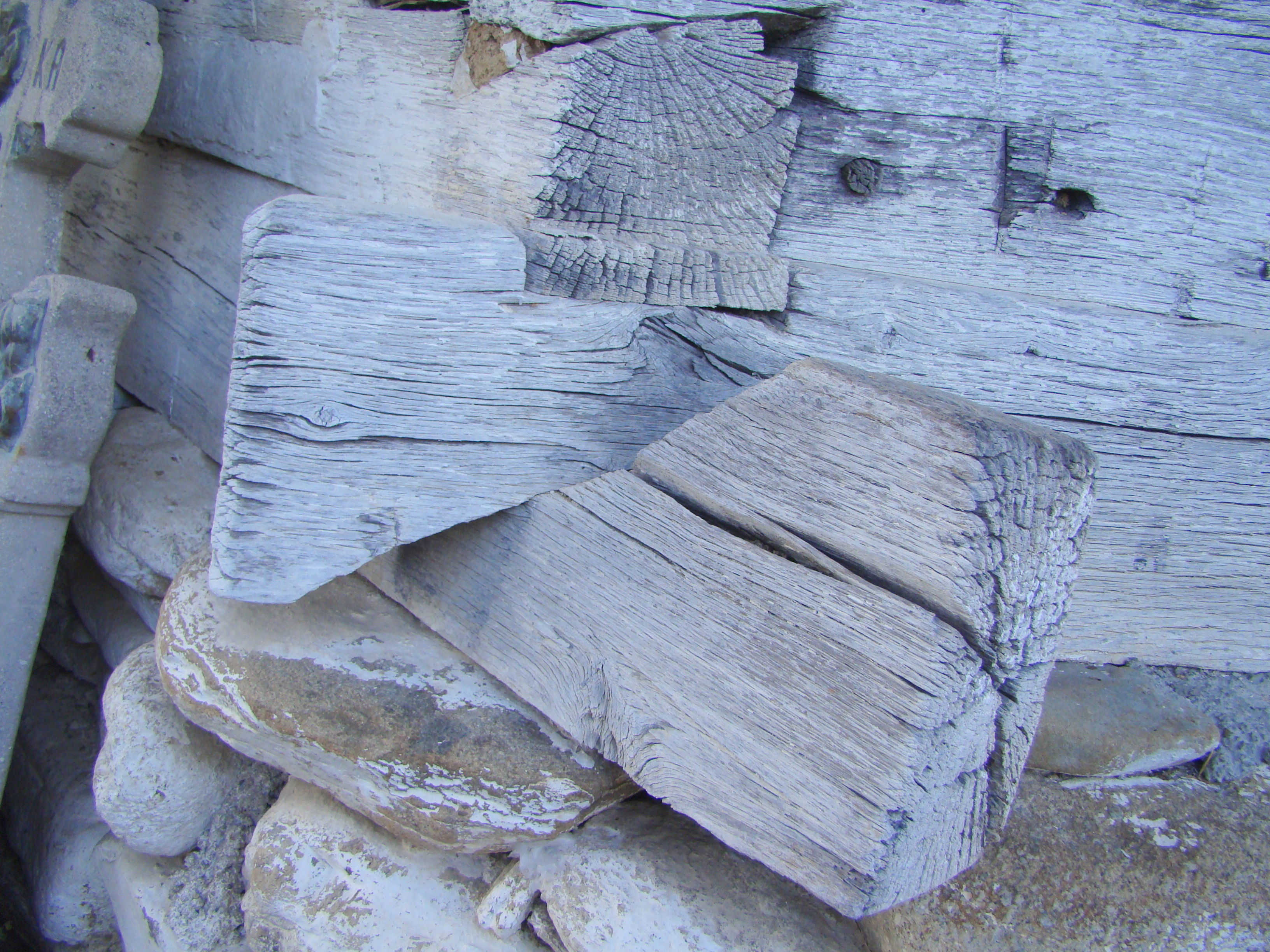
Îmbinări
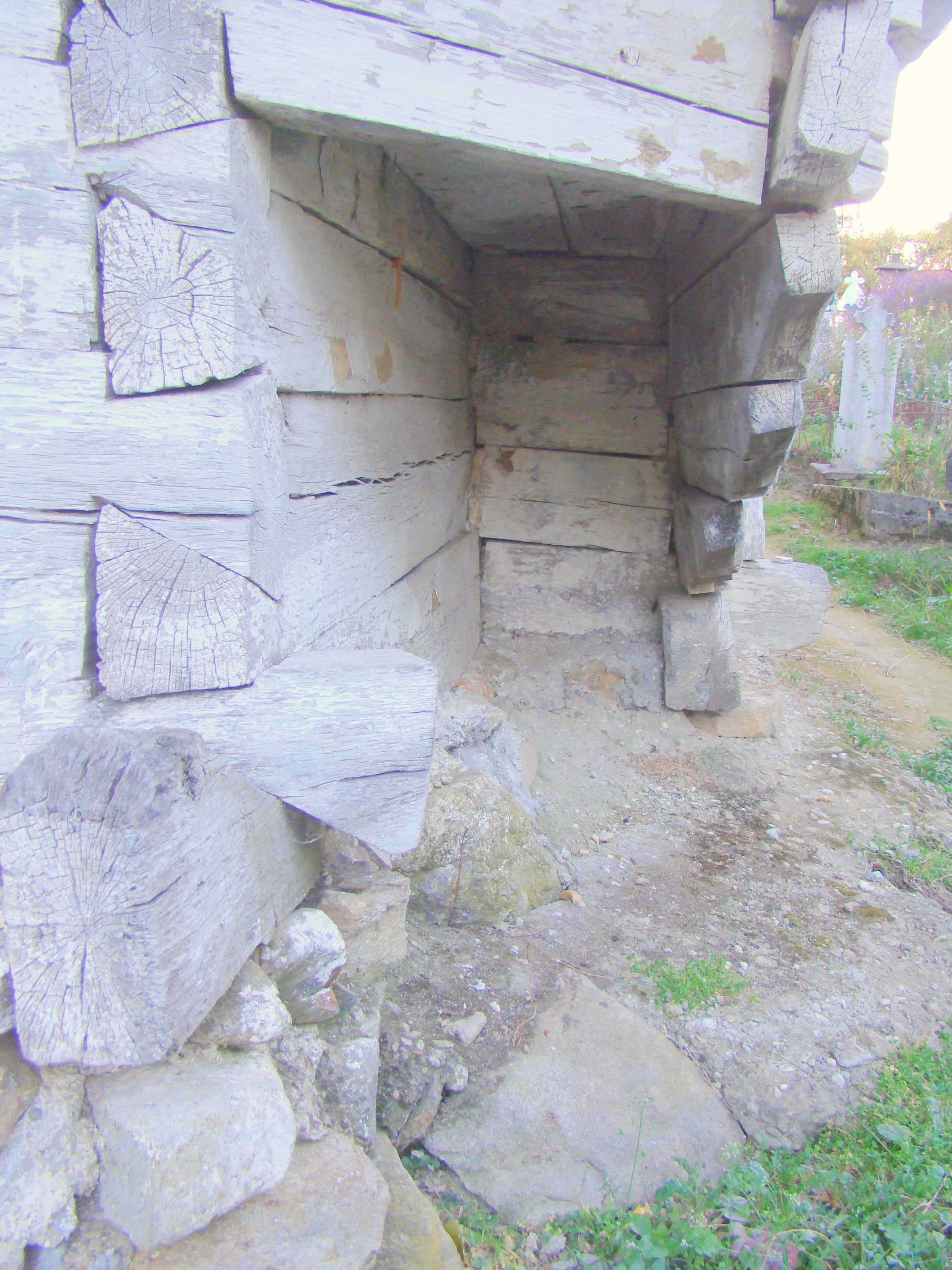
Altarul (latura de nord), retras doar în registrul de jos
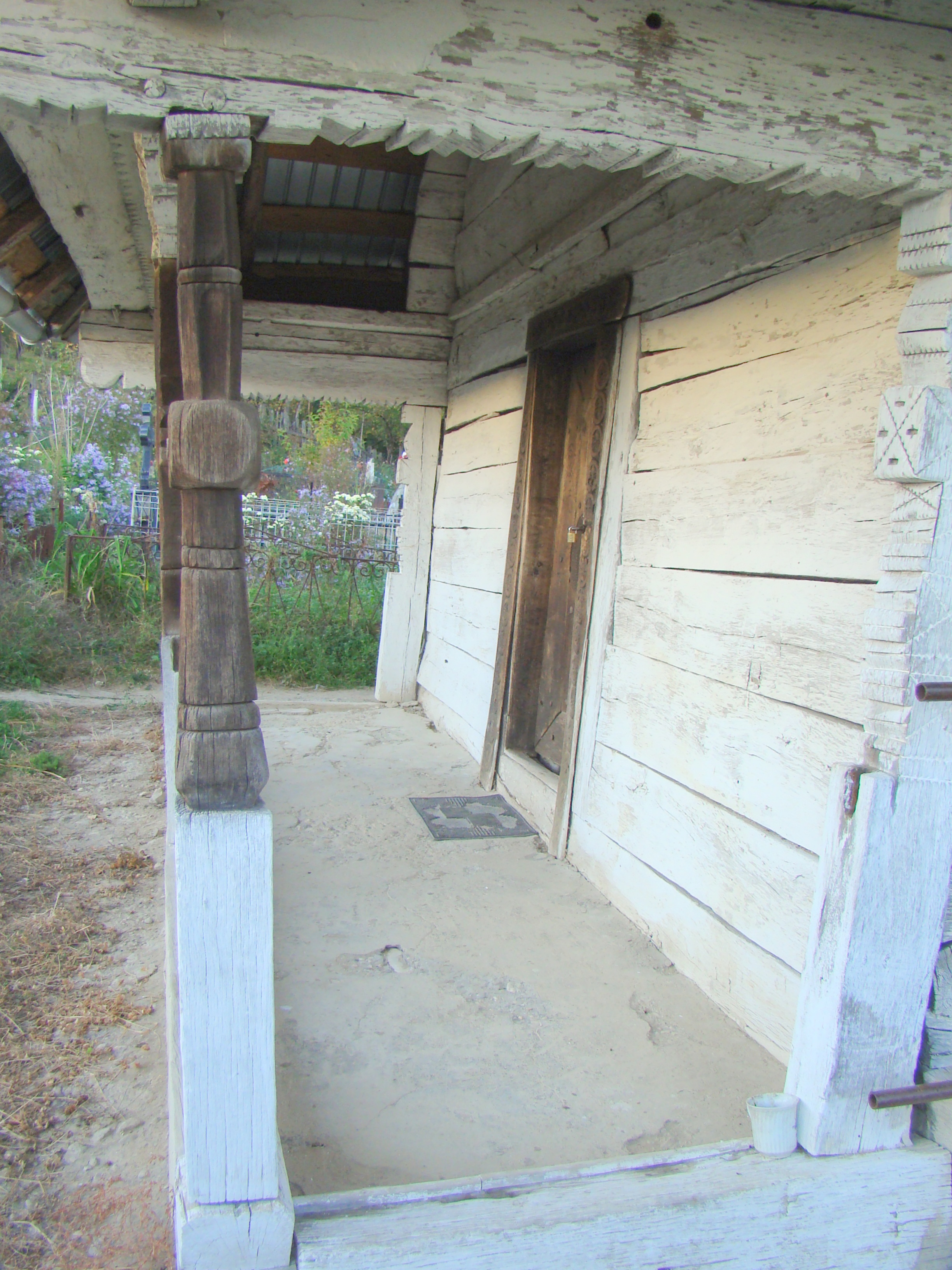
Prispa
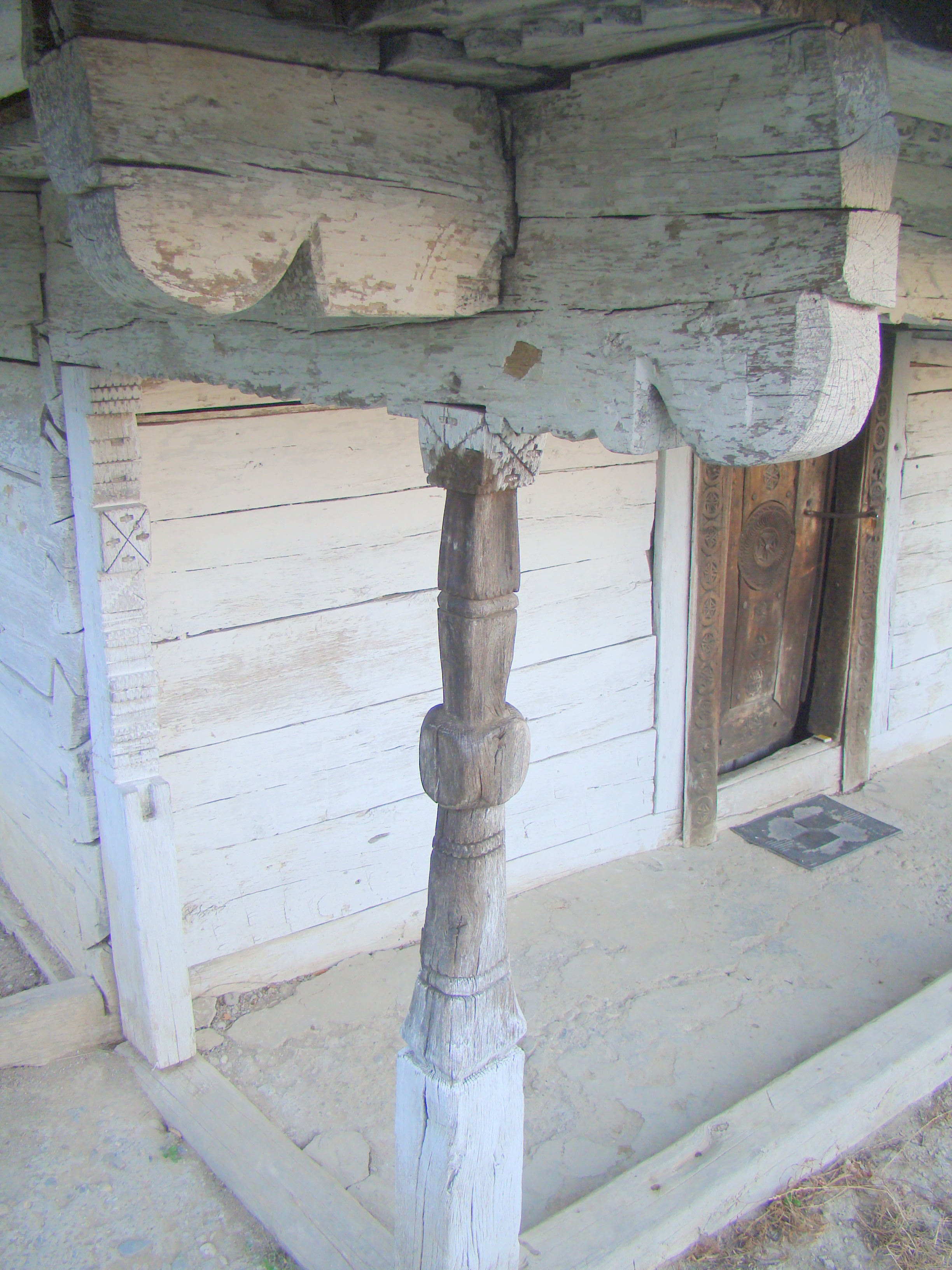
Stâlp şi console la prispă
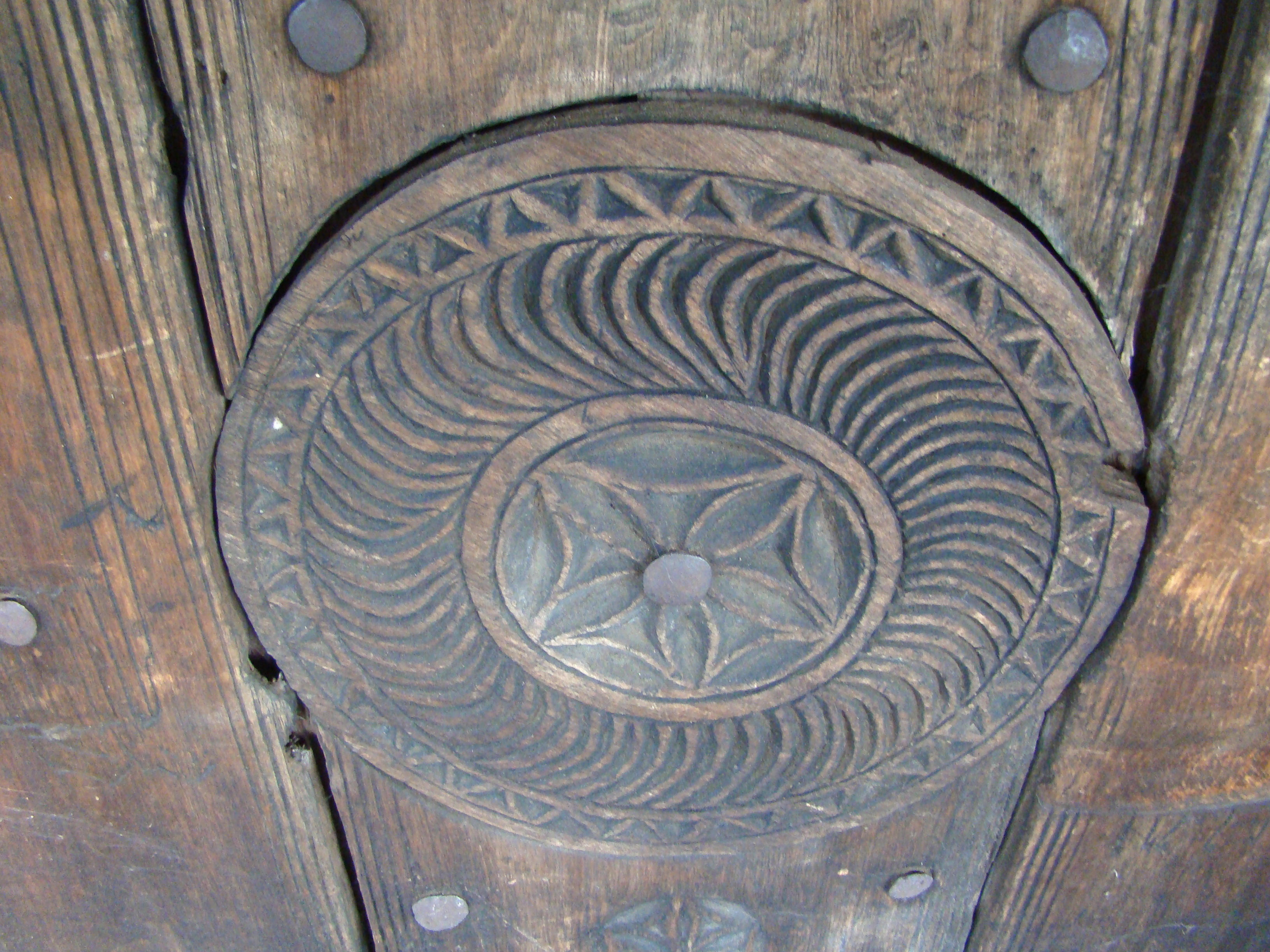
Uşa (detaliu)
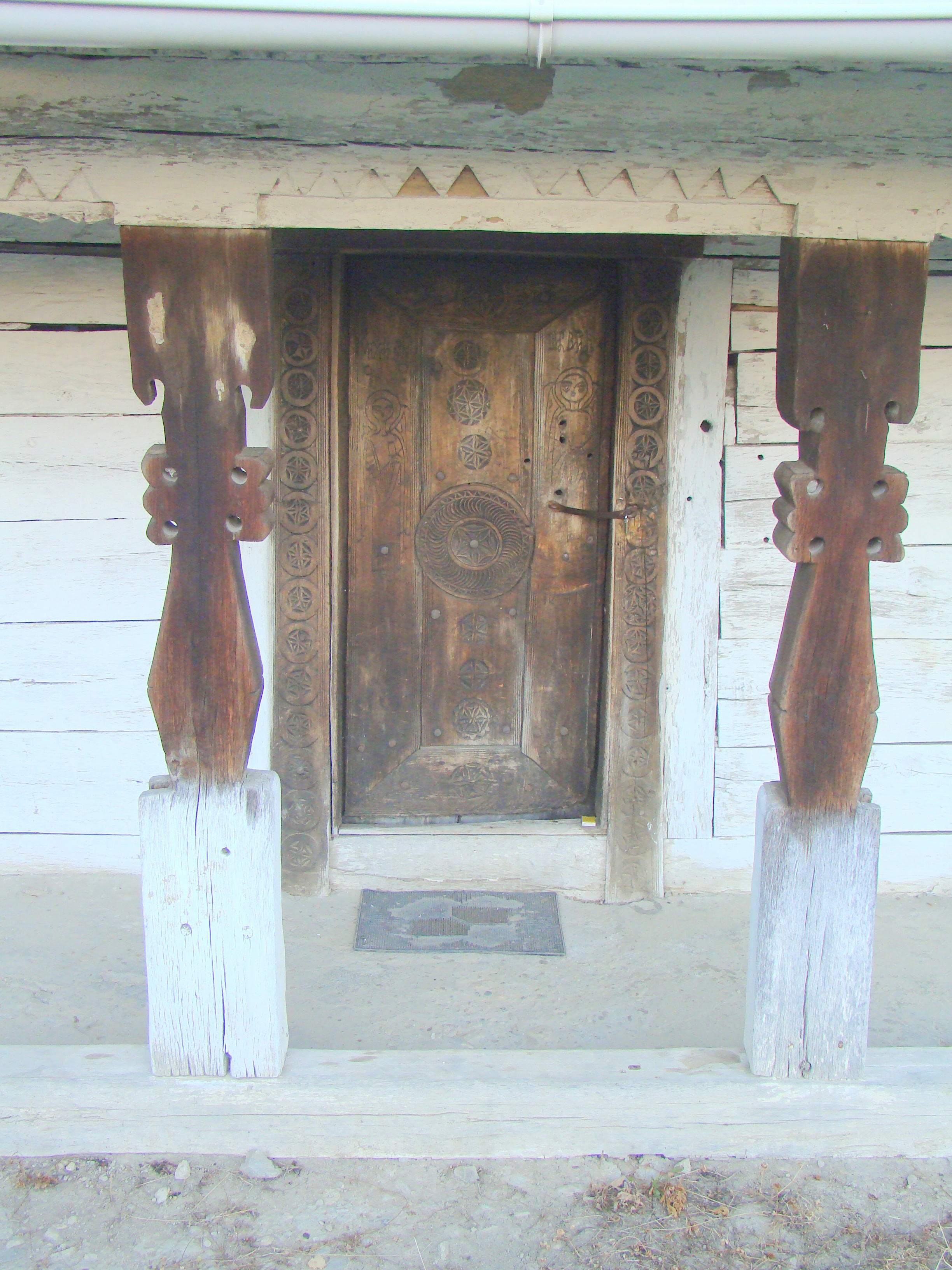
Stâlpii intrării, plaţi, în formă de pom, cu trei lobi, străpunşi de orificii circulare
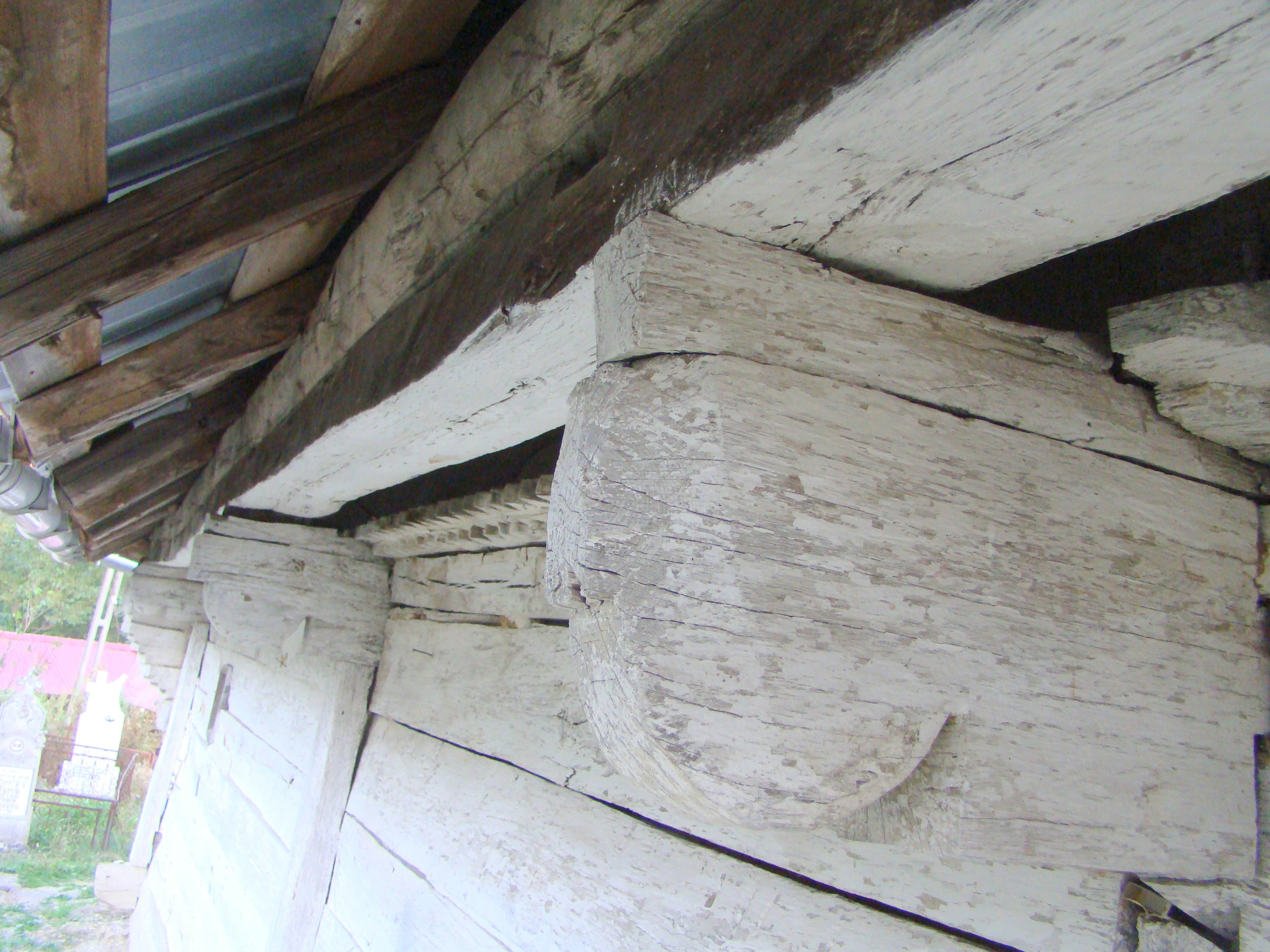
Console, sub streaşină, sugerând „capul de cal”
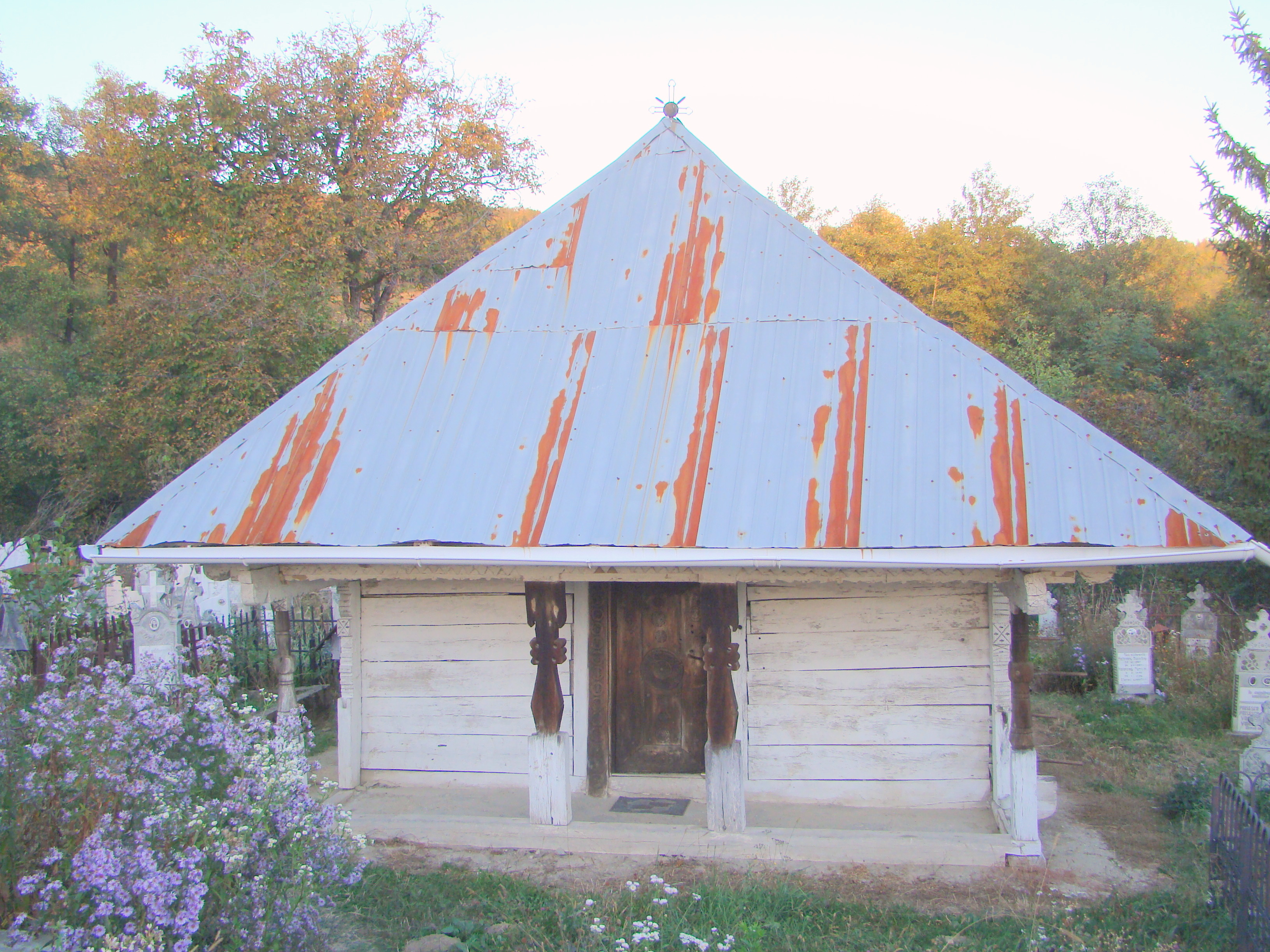
Biserica (vest)
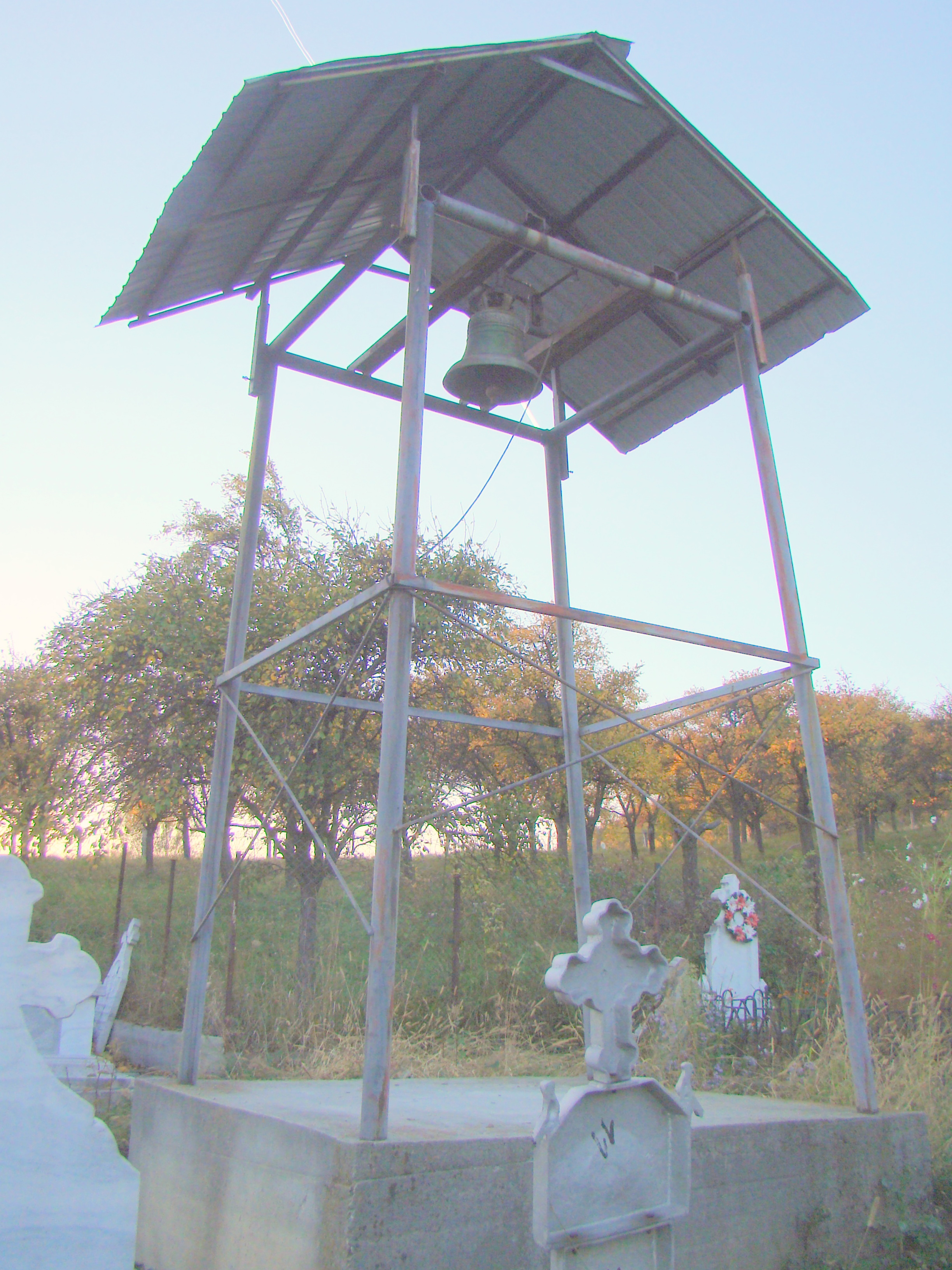
Clopotnița
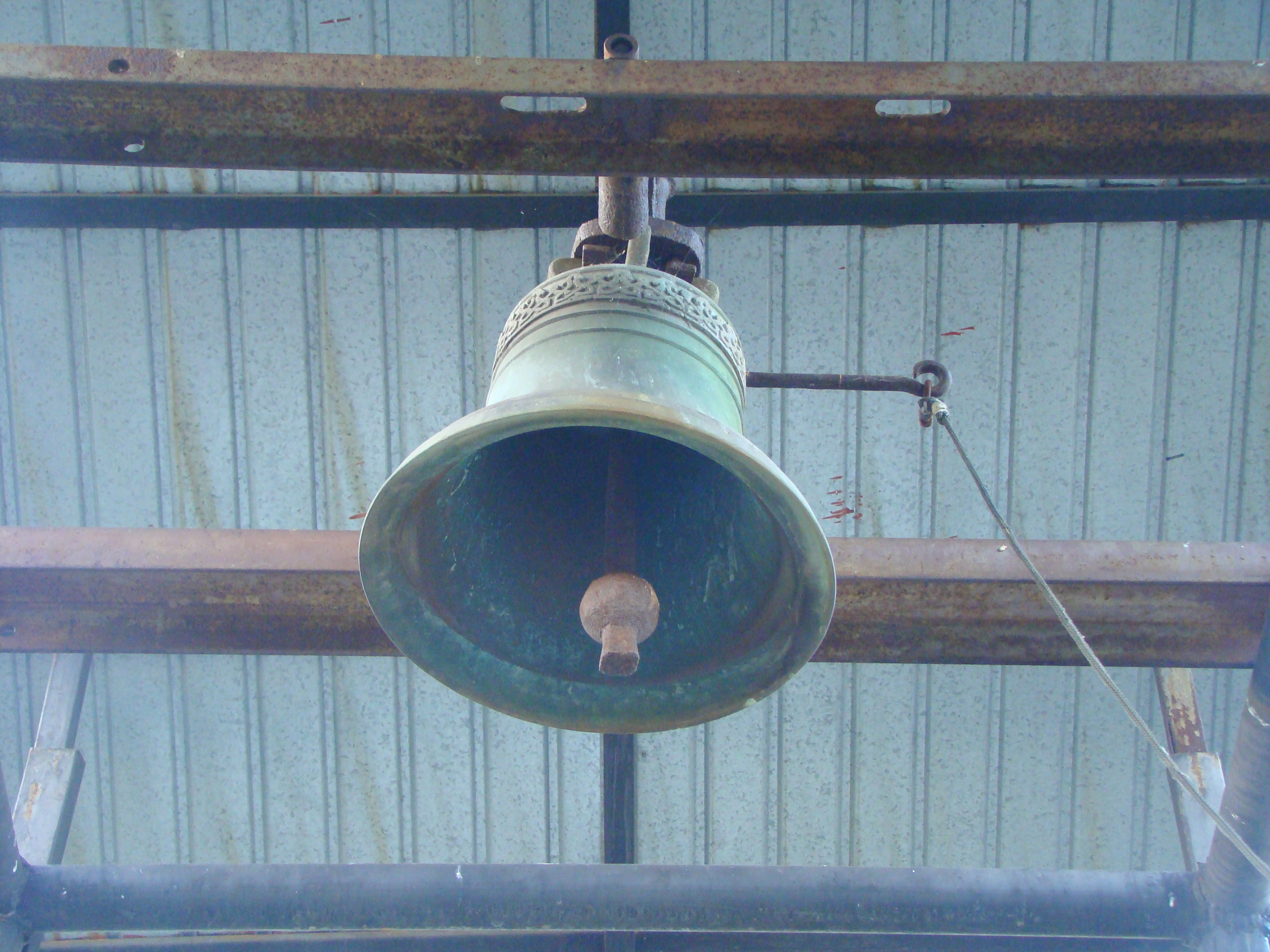
Clopotul